# Faro de Saint-Mathieu

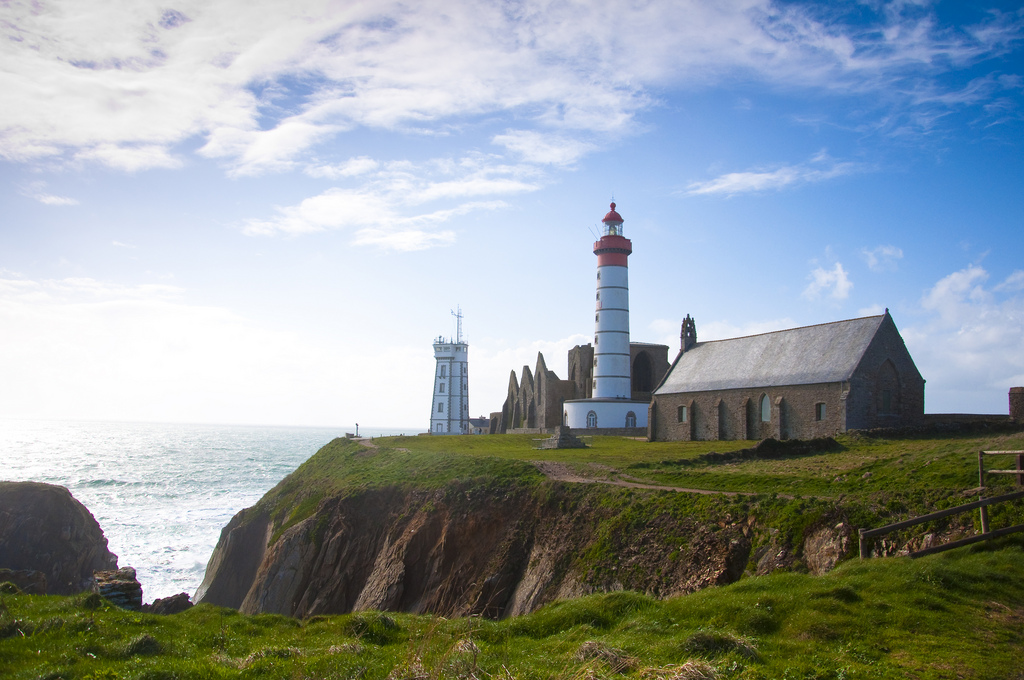
Faro y ruinas.

El Faro de Saint-Mathieu es un faro francés ubicado en la Punta de Saint-Mathieu, en el departamento de Finisterre, no lejos de Brest.
Fue construido en 1835 junto a unas ruinas de una antigua abadía. En sus alrededores hay restos de instalaciones militares usadas en las dos guerras mundiales, y un monumento recordando a los caídos. El faro ha sido clasificado como monumento histórico desde el 23 de mayo de 2011
- Características:
  - Coordenadas: 48°19′8″N 4°46′3″W
  - Altura: 37 m
  - Altitud: 56 m
  - Visibilidad: 29 millas
  - Luz: 1 luz blanca cada 15 segundos